# Øyunn Bjørge
Øyunn Bjørge, född 1973 i Norge, är en norsk sångerska och skådespelerska.
Øyunn Bjørge utbildades vid Balettakademien i Göteborg 1994–1997. Hon har medverkat i ett flertal musikalproduktioner i Norge och Sverige.
Hon har även medverkat i Skararevyn, spelat gästroller i tv-serier som Vita Lögner, Seks som oss (Tv2) och Hos Martin (Tv2). Hon har sjungit i "Beat for beat" 2002 (norska versionen av Så skall det låta), Den stora klassfesten, Idrottsgalan, Go morgon Norge och i Go'kväll på SVT.